# Schafflund
Schafflund település Németországban, Schleswig-Holstein tartományban. Lakosainak száma 2955 fő (2023. december 31.).

## Népesség
A település népességének változása:
| Lakosok száma | 1090 | 2632 | 2647 | 2851 | 2862 | 2955 |
|               | 1975 | 2017 | 2019 | 2021 | 2022 | 2023 |